# DDR-Rundfahrt 1987
Die 35. DDR-Rundfahrt fand vom 12. bis zum 20. September 1987 statt. Sie führte mit einem Prolog und acht Etappen über 1.395 km. Die 5. Etappe wurde als Harzrundfahrt deklariert. Uwe Ampler konnte wie im Vorjahr diese Rundfahrt gewinnen.

## Teilnehmer
An der 35. Rundfahrt nahmen 122 Fahrer aus sechs Ländern teil. Als Gäste konnte man je eine Mannschaft aus Bulgarien, der ČSSR, den Niederlanden, Polen und Rumänien begrüßen. Die DDR ging mit zwei Nationalmannschaften an den Start. Die Fahrer der Sportclubs waren auf  Regionalteams verteilt. Weiterhin ging eine BSG-Auswahl an den Start. 88 der gestarteten Fahrer erreichten das Ziel der Rundfahrt.

## Trikots
Bei dieser Rundfahrt wurden sechs Trikots vergeben: das Gelbe Trikot des Gesamtbesten, das Blaue der besten Mannschaft, das Violette des aktivsten Fahrers, das Grüne des besten Bergfahrers, das Rosa des vielseitigsten Fahrers und das Weiße des besten Nachwuchsfahrers.

## Etappen
Die Rundfahrt erstreckte sich mit einem Prolog und acht Etappen über 1.395 km.

### Prolog:Warnemünde(Einzelzeitfahren), 7 km
|    | Fahrer            | Mannschaft   | Zeit       |
| -- | ----------------- | ------------ | ---------- |
| 1. | Uwe Ampler        | DDR I        | 8:35 min   |
| 2. | Olaf Ludwig       | DDR I        | + 0:05 min |
| 3. | Mario Kummer      | DDR I        | + 0:12 min |
| 4. | Uwe Raab          | DDR I        | + 0:13 min |
| 5. | Steffen Blochwitz | SC Cottbus I | + 0:14 min |
| 6. | Falk Boden        | DDR II       | + 0:15 min |

### 1. Etappe: Rund umRostock, 182 km
|    | Fahrer       | Mannschaft         | Zeit       |
| -- | ------------ | ------------------ | ---------- |
| 1. | Uwe Raab     | DDR I              | 4:10:43 h  |
| 2. | Steffen Rein | DDR II             | + 0:05 min |
| 3. | Jens Heppner | DDR I              | + 0:10 min |
| 4. | Olaf Ludwig  | DDR I              | + 0:15 min |
| 5. | Uwe Ampler   | DDR I              | + 0:15 min |
| 6. | Frank Kühn   | Berlin-Auswahl III | + 0:15 min |

### 2. Etappe: Rostock –Parchim, 192 km
|    | Fahrer            | Mannschaft        | Zeit       |
| -- | ----------------- | ----------------- | ---------- |
| 1. | Ralf Schmidt      | Berlin-Auswahl I  | 4:40:13 h  |
| 2. | Olaf Ludwig       | DDR I             | + 0:05 min |
| 3. | Falk Boden        | DDR II            | + 0:10 min |
| 4. | Hans-Jörg Lempert | SC DHfK Leipzig I | + 0:15 min |
| 5. | Maik Landsmann    | DDR II            | + 0:15 min |
| 6. | Olaf Merkel       | SC DHfK Leipzig I | + 0:15 min |

### 3. Etappe: Parchim –Wolmirstedt, 172 km
|    | Fahrer       | Mannschaft          | Zeit       |
| -- | ------------ | ------------------- | ---------- |
| 1. | Olaf Ludwig  | DDR I               | 4:06,56 h  |
| 2. | Ralf Schmidt | Berlin-Auswahl I    | + 0:05 min |
| 3. | Uwe Ampler   | DDR I               | + 0:10 min |
| 4. | Ronald Rauch | SC Turbine Erfurt I | + 0:15 min |
| 5. | Falk Boden   | DDR II              | + 0:15 min |
| 6. | Uwe Raab     | DDR I               | + 0:15 min |

### 4. Etappe:Tangerhütte–Güntersberge, 200 km
|    | Fahrer     | Mannschaft       | Zeit       |
| -- | ---------- | ---------------- | ---------- |
| 1. | Uwe Ampler | DDR I            | 5:14,37 h  |
| 2. | Uwe Raab   | DDR I            | + 1:31 min |
| 3. | André Hans | Berlin-Auswahl I | + 1:36 min |

### 5. Etappe:Rund um den Harz, 173 km
|    | Fahrer          | Mannschaft        | Zeit       |
| -- | --------------- | ----------------- | ---------- |
| 1. | Jens Heppner    | DDR I             | 4:23:42 h  |
| 2. | Uwe Ampler      | DDR I             | + 0:15 min |
| 3. | Olaf Jentzsch   | SC Cottbus I      | + 1:19 min |
| 4. | Thomas Liese    | SC DHfK Leipzig I | + 1:24 min |
| 5. | Udo Schwarzbach | Berlin-Auswahl II | + 1:24 min |
| 6. | Gerd Audehm     | DDR II            | + 1:24 min |

### 6. Etappe:  Güntersberge –Erfurt, 159 km
|    | Fahrer           | Mannschaft  | Zeit       |
| -- | ---------------- | ----------- | ---------- |
| 1. | Uwe Raab         | DDR I       | 4:11:06 h  |
| 2. | Maik Landsmann   | DDR II      | + 0:05 min |
| 3. | Marek Kulas      | Polen       | + 0:10 min |
| 4. | Kees Hopmans     | Niederlande | + 0:15 min |
| 5. | Jan Schur        | DDR II      | + 0:15 min |
| 6. | Wladimir Stoikow | Bulgarien   | + 0:15 min |

### 7. Etappe: Rund imThüringer Wald, 160 km
|    | Fahrer         | Mannschaft                  | Zeit       |
| -- | -------------- | --------------------------- | ---------- |
| 1. | Uwe Ampler     | DDR I                       | 4:11:34 h  |
| 2. | Jens Heppner   | DDR I                       | + 0:05 min |
| 3. | Udo Pfeifer    | SC Karl-Marx-Stadt I        | + 1:48 min |
| 4. | Torsten Bredow | ASK Vorwärts Frankfurt/O. I | + 1:53 min |
| 5. | Thilo Fuhrmann | BSG-Auswahl                 | + 1:53 min |
| 6. | Volker Gebauer | Berlin-Auswahl I            | + 1:53 min |

### 8. Etappe: Rund um denInselsberg, 150 km
|    | Fahrer             | Mannschaft          | Zeit       |
| -- | ------------------ | ------------------- | ---------- |
| 1. | Hans Matern        | Berlin-Auswahl I    | 4:10:54 h  |
| 2. | Gerard Möhlmann    | Niederlande         | + 5:23 min |
| 3. | Ralf Schmidt       | Berlin-Auswahl I    | + 5:28 min |
| 4. | Uwe Preißler       | SC Turbine Erfurt I | + 5:33 min |
| 5. | Wladimir Stoikow   | Bulgarien           | + 5:33 min |
| 6. | Andreas Wartenberg | SG Wismut Gera      | + 5:33 min |

## Gesamtwertungen

### Gelbes Trikot (Einzelwertung)
|     | Fahrer           | Mannschaft          | Zeit        |
| --- | ---------------- | ------------------- | ----------- |
| 01. | Uwe Ampler       | DDR I               | 35:24:15 h  |
| 02. | Jens Heppner     | DDR I               | + 02:10 min |
| 03. | Olaf Ludwig      | DDR I               | + 09:14 min |
| 04. | Uwe Raab         | DDR I               | + 09:36 min |
| 05. | Falk Boden       | DDR II              | + 09:51 min |
| 06. | Mario Kummer     | DDR I               | + 10:17 min |
| 07. | Steffen Rein     | DDR II              | + 10:18 min |
| 08. | Marek Kulas      | Polen               | + 10:44 min |
| 09. | Thomas Kassau    | SC Turbine Erfurt I | + 10:55 min |
| 10. | Wolfgang Lötzsch | BSG-Auswahl         | + 11:58 min |

### Blaues Trikot (Mannschaft)
|    | Mannschaft        | Zeit        |
| -- | ----------------- | ----------- |
| 1. | DDR I             | 106:01:17 h |
| 2. | DDR II            | + 14:55 min |
| 3. | SC DHfK Leipzig I | + 18:35 min |

### Grünes Trikot (Bester Bergfahrer)
|    | Fahrer       | Mannschaft |
| -- | ------------ | ---------- |
| 1. | Uwe Ampler   | DDR I      |
| 2. | Jens Heppner | DDR I      |

### Weißes Trikot (Nachwuchsfahrer)
|    | Fahrer       | Mannschaft |
| -- | ------------ | ---------- |
| 1. | Steffen Rein | DDR II     |

## Anmerkung
1. ↑  Bei allen Zeitangaben sind die Etappenzeitgutschriften bereits mit eingerechnet.